# ENEOS PRESENTS 夢をつかめ!星野JAPAN
ENEOS PRESENTS 夢をつかめ!星野JAPAN（エネオス プレゼンツ ゆめをつかめ!ほしのジャパン）は、2007年10月29日から毎週平日にニッポン放送の制作でNRN系列全国36局ネットで放送された、2008年夏開催の北京オリンピックへの出場を目指す野球日本代表（通称：星野JAPAN）を応援するラジオのミニ番組。新日本石油（ENEOS）の一社提供番組。最終予選の前日11月30日で終了した。

## ネット局による概要
- 北海道はSTVラジオ、名古屋は東海ラジオ、大阪はMBSラジオ、福岡はKBCラジオがネット。
- STV・東海・MBS・KBCを除くネット局は「松本ひでおのショウアップナイターネクスト」枠内（19:20〜19:28）で放送している。